# Арга-де-Байшу
Арга-де-Байшу (порт. Arga de Baixo)  —  район (фрегезия) в Португалии,  входит в округ Виана-ду-Каштелу. Является составной частью муниципалитета  Каминья. По старому административному делению входил в провинцию Минью. Входит в экономико-статистический  субрегион Минью-Лима, который входит в Северный регион. Население составляет 99 человек на 2001 год. Занимает площадь 9,70 км².